# Rhombopsammia
Rhombopsammia is een geslacht van neteldieren uit de klasse van de Anthozoa (bloemdieren).

## Soorten
- Rhombopsammia niphada Owens, 1986
- Rhombopsammia squiresi Owens, 1986